# Muzyka koncertowa
Muzyka koncertowa to muzyka przeznaczona do słuchania, której celem nie jest ani ilustracyjność (typowa dla muzyki scenicznej) ani szeroko pojęty utylitaryzm charakteryzujący zarówno muzykę obrzędową jak i taneczną. 
Początki tego rodzaju muzyki sięgają późnego średniowiecza (pieśni trubadurów i truwerów, liryka rycerska i stylizacje tańców) oraz utworów instrumentalnych tworzonych przez kompozytorów renesansowych. 
Komponowane w okresie baroku utwory solowe, kameralne oraz orkiestrowe powstawały z myślą o wykonaniach na specjalnie w tym celu organizowanych koncertach, należą zatem do muzyki koncertowej w pełnym tego słowa znaczeniu. Najważniejszymi formami muzyki koncertowej tego okresu są utwory solowe fuga, preludium, toccata oraz formy cykliczne suita, wariacje i formy koncertujące - koncert solowy, concerto grosso. 
Właściwy rozwój publicznych koncertów miał miejsce w wieku XVIII i XIX. Podstawowe formy muzyki koncertowej klasycyzmu to obok form wspomnianych wcześniej i nadal uprawianych sonata, kwartet smyczkowy, symfonia. Zaprzestano natomiast komponowania concerto grosso. W muzyce koncertowej romantyzmu pojawił się poemat symfoniczny. Do charakterystycznych zjawisk romantycznej muzyki koncertowej należą kult jakim otaczano popisy wirtuozów oraz sięganie do muzyki koncertowej wcześniejszych epok. 
W wieku XX pojęcie muzyki koncertowej objęło nie tylko muzykę kompozytorów współczesnych oraz rozległy repertuar od czasów baroku po współczesność, ale również inne gatunki muzyki wykonywanej podczas koncertów - jazz i rock.